# Enoplognatha margarita
Enoplognatha margarita es una especie de araña araneomorfa del género Enoplognatha, familia Theridiidae. Fue descrita científicamente por Yaginuma en 1964.
Habita en Rusia, China, Corea y Japón.